# Swiss Open 1989
Die Swiss Open 1989 im Badminton fanden Mitte Februar 1989 statt.

## Sieger und Platzierte
| Disziplin    | Gold                          | Silber                       | Bronze                                    |
| ------------ | ----------------------------- | ---------------------------- | ----------------------------------------- |
| Herreneinzel | Liu Zhiheng                   | Nils Skeby                   | Steve Butler                              |
| Herreneinzel | Liu Zhiheng                   | Nils Skeby                   | Fung Permadi                              |
| Dameneinzel  | Tang Jiuhong                  | Huang Hua                    | Bang Soo-hyun                             |
| Dameneinzel  | Tang Jiuhong                  | Huang Hua                    | Charlotte Hattens                         |
| Herrendoppel | Cheah Soon Kit Ong Beng Teong | Zhang Qiang Zhou Jincan      | Ong Ewe Chye Rahman Sidek                 |
| Herrendoppel | Cheah Soon Kit Ong Beng Teong | Zhang Qiang Zhou Jincan      | Kim Moon-soo Sung Han-kuk                 |
| Damendoppel  | Huang Hua Tang Jiuhong        | Cheryl Johnson Claire Palmer | Bang Soo-hyun Kwon Eun-hee                |
| Damendoppel  | Huang Hua Tang Jiuhong        | Cheryl Johnson Claire Palmer | Natalja Ivanova Gitte Paulsen             |
| Mixed        | Chung So-young Kim Moon-soo   | Cheryl Johnson Nick Ponting  | Kim Ho-ja Sung Han-kuk                    |
| Mixed        | Chung So-young Kim Moon-soo   | Cheryl Johnson Nick Ponting  | Jon Holst-Christensen Anne Mette van Dijk |

## Finalergebnisse
| Disziplin    | Sieger                        | Finalist                     | Ergebnis         |
| ------------ | ----------------------------- | ---------------------------- | ---------------- |
| Herreneinzel | Liu Zhiheng                   | Nils Skeby                   | 15:7, 15:13      |
| Dameneinzel  | Tang Jiuhong                  | Huang Hua                    | 12:9, 11:2       |
| Herrendoppel | Ong Beng Teong Cheah Soon Kit | Zhang Qiang Zhou Jincan      | 15:9, 5:15, 15:7 |
| Damendoppel  | Huang Hua Tang Jiuhong        | Claire Palmer Cheryl Johnson | 15:7, 18:17      |
| Mixed        | Kim Moon-soo Chung So-young   | Nick Ponting Cheryl Johnson  | 18:15, 15:4      |